# Lapșîn, Jîdaciv
Lapșîn (în ucraineană Лапшин) este un sat în comuna Mlînîska din raionul Jîdaciv, regiunea Liov, Ucraina.

## Demografie
Componența lingvistică a localității Lapșîn
     Ucraineană (98,99%)
     Rusă (1,01%)
Conform recensământului din 2001, majoritatea populației localității Lapșîn era vorbitoare de ucraineană (98,99%), existând în minoritate și vorbitori de rusă (1,01%).